# Harry Hylton-Foster
Pour les articles homonymes, voir Hylton.
Harry Braustyn Hylton Hylton-Foster, né le 10 avril 1905 à Ewell dans le Surrey et mort le 2 septembre 1965,, est un homme d'État britannique.

## Biographie
Fils d'avocat, il est éduqué au collège d'Eton puis étudie le droit au Magdalen College de l'université d'Oxford, et au Inner Temple à Londres. Il est appelé au barreau en 1928 et pratique le métier de barrister ; il obtient le titre honorifique de conseiller du roi (King's Counsel) en 1947. Durant la Seconde Guerre mondiale il fait partie des forces de réserve de la Royal Air Force.
Il se présente une première fois, sans succès, aux élections législatives britanniques de 1945. Aux élections de 1950 il remporte la circonscription de la ville de York sous l'étiquette du Parti conservateur, devançant de seulement 0,12 % (77 voix) le candidat travailliste. Il conserve ce siège, toujours de justesse, aux élections de 1951 et de 1955, puis représente la circonscription des Cités de Londres et Westminster (solidement acquise aux conservateurs) de 1959 jusqu'à sa mort. En 1954 il est nommé Avocat général pour l'Angleterre et le pays de Galles par le Premier ministre Winston Churchill. À l'issue des élections de 1959, les députés le choisissent pour président de la Chambre des communes. Respecté et apprécié par ses pairs, il meurt subitement en septembre 1965. Sa veuve Audrey, fille d'un précédent président de la Chambre (Douglas Clifton Brown), est alors anoblie en l'honneur de son époux défunt, et devient l'une des premières femmes à siéger à la Chambre des lords.